# The Singles: The First Ten Years
The Singles: The First Ten Years es el nombre de un doble álbum recopilatorio lanzado por el grupo sueco ABBA, a finales de 1982 por Polar Music. The Singles (como se abrevia), contenía 21 de los sencillos más populares del grupo, así como dos nuevos sencillos, ques se convirtieron en los últimos. De igual forma, The Singles fue el último álbum lanzado por ABBA antes de separarse.

## Historia del Álbum
En noviembre de 1981, cuando ABBA completó la grabación de su octavo álbum de estudio, The Visitors, los miembros del grupo ya sabían que seguirían unos meses en los que no volverían a trabajar juntos. A excepción de la grabación del video de "Head Over Heels" el 21 de enero, el grupo no se reencontró hasta mayo de 1982. En ese tiempo, las sesiones para lo que se suponía sería el noveno álbum de ABBA comenzaron. Sin embargo, sólo tres temas fueron completados: "You Owe Me One" (usada como lado B más tarde ese año), "I Am The City" (no publicada hasta 1993 en More ABBA Gold) y "Just Like That" (todavía no lanzada completamente).
Aunque las tres canciones estaban de acuerdo con los tonos pop de esa época, caracterizados por el sintetizador, el grupo no estaba completamente satisfecho con las grabaciones. Hasta este punto, ABBA observó, que la motivación para completar un álbum simplemente no estaba ahí. Para darse un respiro, decidieron lanzar un álbum doble de sus más famosos sencillos de lado A, añadiendo dos nuevas grabaciones a él, ambas serían lanzadas como sencillos. Para este propósito, tres nuevos temas fueron grabados en agosto de 1982: "The Day Before You Came" (el primer lado A), "Cassandra" (lado B de "The Day Before You Came") y "Under Attack" (el segundo lado A). Así, cuando el grupo puso los toques finales a "The Day Before You Came" salieron de los estudios Polar Music de Estocolmo por última vez. Aunque no lo sabían en ese tiempo, nunca regresarían como cuarteto de nuevo.
El 8 de noviembre, The Singles: The First Ten Years salió a la venta. En conjunto con el lanzamiento del álbum, ABBA comenzó una serie de actividades promocionales, empezando con una visita de tres días al Reino Unido, donde se reunieron con la prensa y aparecieron en el programa The Late Late Breakfast Show. De ahí viajaron a Alemania para realizar más presentaciones en televisión, interpretasndo "The Day Before You Came", "Cassandra" y "Under Attack" en el programa Show Express. El 19 de noviembre, ABBA hizo su última presentación en vivo en la televisión sueca, en el programa Nöjesmaskinen, y el 11 de diciembre de 1982 aparecen por última vez en el programa de TV The Late Late Breakfast Show en el Reino Unido.

## Lanzamientos
The Singles fue oficialmente publicado el 8 de noviembre de 1982 en Escandinavia bajo el sello de Polar Music. En la mayoría de los países donde fue publicado, The Singles llegó a las tiendas como lanzamiento navideño en 1982. Una versión en CD fue publicado en algunos países pero sin éxito. Actualmente The Singles ya no está disponible, pero una nueva compilación de dos CD, The Definitive Collection, fue lanzada en 2001 e incluye todas las pistas del álbum más otros ocho temas no incluidos anteriormente.

### Variaciones
| País   | Año  | Formato | N.º de Catálogo     | Comentarios         |
| ------ | ---- | ------- | ------------------- | ------------------- |
| Suecia | 1982 | LP      | Polar POLMD 400/401 | Versión original    |
| Suecia | 1982 | CD      | Polar POLCD 400-2   | Única masterización |

## Lista De Temas
| Lado A |                                                |                                                                        |          |  |
| N.º    | Título                                         | Escritor(es)                                                           | Duración |  |
| 1.     | «Ring-Ring» (de Ring Ring, 1973)               | Benny Andersson, Björn Ulvaeus, Stig Anderson, Neil Sedaka, Phil Coldy | 3:04     |  |
| 2.     | «Waterloo» (de Waterloo, 1974)                 | Benny Andersson, Björn Ulvaeus, Stig Anderson                          | 2:42     |  |
| 3.     | «So Long» (de ABBA, 1975)                      | Benny Andersson, Björn Ulvaeus                                         | 3:05     |  |
| 4.     | «I Do, I Do, I Do, I Do, I Do» (de ABBA, 1975) | Benny Andersson, Björn Ulvaeus, Stig Anderson, Frida Lyngstad          | 3:15     |  |
| 5.     | «S.O.S.» (de ABBA, 1975)                       | Benny Andersson, Björn Ulvaeus, Stig Anderson, Frida Lyngstad          | 3:20     |  |
| 6.     | «Mamma Mia» (de ABBA, 1975)                    | Benny Andersson, Björn Ulvaeus, Stig Anderson, Frida Lyngstad          | 3:32     |  |
| 7.     | «Fernando» (de Greatest Hits, 1976)            | Benny Andersson, Björn Ulvaeus, Stig Anderson, Frida Lyngstad          | 4:13     |  |

| Lado B |                                                                                    |                                                               |          |  |
| N.º    | Título                                                                             | Escritor(es)                                                  | Duración |  |
| 8.     | «Dancing Queen» (de Arrival, 1976)                                                 | Benny Andersson, Björn Ulvaeus, Stig Anderson, Frida Lyngstad | 3:51     |  |
| 9.     | «Money, Money, Money» (de Arrival, 1976)                                           | Benny Andersson, Björn Ulvaeus, Frida Lyngstad                | 3:05     |  |
| 10.    | «Knowing Me, Knowing You» (de Arrival, 1976)                                       | Benny Andersson, Björn Ulvaeus, Stig Anderson, FridaLyngstad  | 4:01     |  |
| 11.    | «The Name Of The Game» (Versión Editada, de The Album, 1977)                       | Benny Andersson, Björn Ulvaeus, Stig Anderson                 | 3:59     |  |
| 12.    | «Take A Chance On Me» (de The Album, 1977)                                         | Benny Andersson, Björn Ulvaeus, Frida Lyngstad                | 3:20     |  |
| 13.    | «Summer Night City» (Sencillo de 1978, pero aparece en Greatest Hits Vol. 2, 1979) | Benny Andersson, Björn Ulvaeus, Frida Lyngstad                | 3:34     |  |

| Lado C |                                                                               |                                                |          |  |
| N.º    | Título                                                                        | Escritor(es)                                   | Duración |  |
| 14.    | «Chiquitita» (de Voulez-Vous, 1979)                                           | Benny Andersson, Björn Ulvaeus, Frida Lyngstad | 5:26     |  |
| 15.    | «Does Your Mother Know?» (de Voulez-Vous, 1979)                               | Benny Andersson, Björn Ulvaeus                 | 3:13     |  |
| 16.    | «Voulez-Vous» (de Voulez-Vous, 1979)                                          | Benny Andersson, Björn Ulvaeus, Frida Lyngstad | 5:07     |  |
| 17.    | «Gimme! Gimme! Gimme! (A Man After Midnight)» (de Greatest Hits Vol. 2, 1979) | Benny Andersson, Björn Ulvaeus, Frida Lyngstad | 4:50     |  |
| 18.    | «I Have A Dream» (de Voulez-Vous, 1979)                                       | Benny Andersson, Björn Ulvaeus, Frida Lyngstad | 4:42     |  |

| Lado D |                                                    |                                                |          |  |
| N.º    | Título                                             | Escritor(es)                                   | Duración |  |
| 19.    | «The Winner Takes It All» (de Super Trouper, 1980) | Benny Andersson, Björn Ulvaeus                 | 4:54     |  |
| 20.    | «Super Trouper» (de Super Trouper, 1980)           | Benny Andersson, Björn Ulvaeus, Frida Lyngstad | 4:12     |  |
| 21.    | «One of Us» (de The Visitors, 1981)                | Benny Andersson, Björn Ulvaeus, Frida Lyngstad | 3:56     |  |
| 22.    | «The Day Before You Came» (Tema Exclusivo)         | Benny Andersson, Björn Ulvaeus, Frida Lyngstad | 5:51     |  |
| 23.    | «Under Attack» (Tema Exclusivo)                    | Benny Andersson, Björn Ulvaeus, Frida Lyngstad | 3:46     |  |

## Recepción

### Listas de Popularidad
The Singles no tuvo una muy buena presentación en las listas de popularidad, alcanzando el número uno sólo en tres países, y entrando en otros siete al Top Ten. En Estados Unidos, se convirtió en la más baja posición de un álbum del grupo, desde el lanzamiento del disco ABBA en 1975. En Suecia, rompieron una racha de seis álbumes número uno seguidos, cuando Greatest Hits Vol. 2 no puido avanzar más allá del número veinte.
| Lista                                     | Posición |
| ----------------------------------------- | -------- |
| Bélgica Top 50 Álbum Chart                | 1        |
| UK Álbum Chart                            | 1        |
| Sudáfrica Top 20 Álbum Chart              | 1        |
| Holanda Top 50 Álbum Chart                | 1        |
| Suiza Top 30 Álbum Chart                  | 1        |
| Alemania Top 50 Media Control Álbum Chart | 1        |
| Nueva Zelanda Top 40 RIANZ Álbum Chart    | 1        |
| Finlandia Suosikki Álbum Chart            | 1        |
| Francia Top 30 Álbum Chart                | 1        |
| Finlandia Top 40 YLE Álbum Chart          | 1        |
| España Afyve Álbum Chart                  | 1        |
| Australia Top 50 Álbum Chart              | 1        |
| Suecia Top 60 Sverige Álbum Chart         | 1        |
| Canadá Top 50 Álbum Chart                 | 1        |
| Noruega Top 40 VG Álbum Chart             | 1        |
| Italia Hit Parade Álbum Chart             | 1        |
| E.U. Top 200 Cashbox Álbum Chart          | 1        |
| E.U. Billboard 200                        | 1        |

### Ventas y certificaciones
Pese a tener un desempeño más o menos favorable en las listas, The Singles obtuvo sólo tres certificaciones por sus ventas: dos de oro y una de platino, demostrando el decline comercial del grupo. Fue en el Reino Unido, donde el álbum vendió más copias y donde alcanzó su certificación más alta. Con sólo cifras de certificaciones, las ventas del álbum llegan a las 22.000.000 copias vendidas.
| País/Organización | Certificación   | Ventas     |
| ----------------- | --------------- | ---------- |
| BPI               | Máximo diamante | 10.000.000 |
| ARIA              | máximo diamante | 3.500.000  |
| IFPI              | Máximo diamante | 7.500.000  |

### Críticas
The Singles recibió buenas críticas por parte de la mayoría de los críticos, quienes argumentaban que como ABBA había construido su fama a base de exitosos sencillos, esta compilación era ideal. Ejemplo de esto es el crítico William Ruhlmann quien escribe en el sitio web Allmusic: "Esta colección supera sus anteriores álbumes recopilatorios, y como ABBA fue un "grupo de sencillos", captura su esencia" y le da cuatro estrellas de cinco. De igual forma, la crítica de la revista Billboard menciona: "ABBA probablemente ha sido el grupo más exitoso en términos de sencillos a nivel mundial en la década pasada, y esta generosa antología muestra porqué." Por último, el crítico estadounidense Christopher Connelly escribió en la revista Rolling Stone: "Hay más melodías contagiosas y ritmos bailables en un solo lado de este juego de dos discos que en un catálogo entero de muchos artistas" y le da cinco estrellas de cinco.